# Natallja Zylinskaja

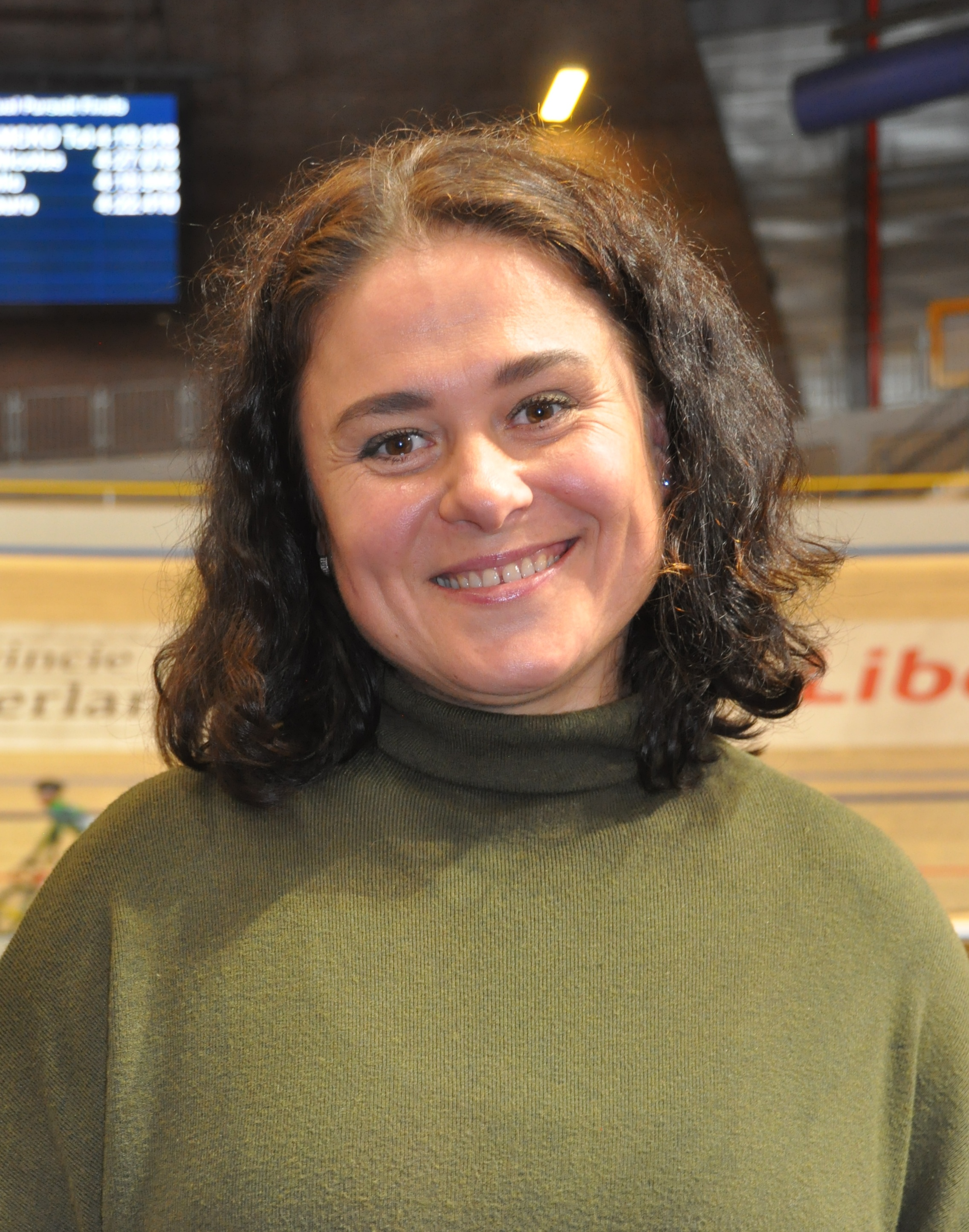
Zylinskaja als Präsidiumsmitglied der UEC in Apeldoorn (2021)

Natallja Walerjeuna Zylinskaja, verh. Natallja Markaunitschenka (belarussisch Наталля Валереўна Цылінская, englisch Natallia Tsylinskaya; * 30. August 1975 in Minsk) ist eine belarussische Radsportfunktionärin und ehemalige Bahnradsportlerin. Sie wurde achtmal Weltmeisterin.

## Werdegang
Natallja Zylinskaja begann als Straßenfahrerin, bevor sie sich dem Bahnradsport zuwandte und sich auf die Kurzzeitdisziplinen konzentrierte. Mit 14 gewann sie eine sowjetische Junioren-Meisterschaft. Zwei Jahre später errang sie bei den UCI-Bahn-Weltmeisterschaften der Junioren in Sydney eine Bronze-Medaille. Durch den Radsport lernte sie ihren ersten Mann, den Radsportler Aljaksandr Markaunitschenka, kennen, wurde Mutter und hörte mit dem Radsport auf. Während dieser Zeit machte sie eine Trainer-Ausbildung. Gegen den Willen ihres Mannes nahm sie unter ihrem ehelichen Namen Markaunitschenka im 1998 ihre aktive Radsport-Karriere wieder auf Die Ehe wurde geschieden, und ab 2002 fuhr sie wieder unter ihrem Geburtsnamen Zylinskaja.
Wegen mangelnder Trainingsmöglichkeiten in Minsk zog Zylinskaja nach Moskau. Bei den Weltmeisterschaften 2000 in Manchester errang sie jeweils eine Goldmedaille im Sprint und im 500-m-Zeitfahren. Bei den Weltmeisterschaften 2001 in Antwerpen stürzte sie schwer.
Bei den Weltmeisterschaften 2003 in Stuttgart konnte Zylinskaja ihre Goldmedaille über 500 Meter verteidigen, im Sprint errang sie Silber. 2005 und 2006 gewann sie ebenfalls den Zeitfahrtitel, 2006 zudem erneut die Goldmedaille im Sprint. 2004 gewann sie ihre einzige Medaille bei Olympischen Spielen mit einem dritten Platz im Zeitfahren. Auch bei Rennen des Bahnrad-Weltcups belegte sie mehrfach vordere Plätze.
Nach Beendigung ihrer aktiven Sportlaufbahn fungierte Zylinskaja als Sportliche Leiterin der Belarus Cycling Federation (Stand 2018), 2017 wurde sie zudem Präsidentin des Verbandes und 2021 wiedergewählt. 2021 wurde sie zur Vorsitzenden der Frauenkommission des europäischen Radsportverbandes UEC gewählt. Der belarussische Radsportverband ist allerdings seit dem russischen Überfall auf die Ukraine 2022 international suspendiert, und Zylinskaja seitdem auf der Webseite der UEC nicht mehr aufgeführt. Zuvor hatte sie öffentliche Erklärungen zur Unterstützung sowohl des Lukaschenka-Regimes wie auch Russlands abgegeben.

## Erfolge
1993
- Junioren-Weltmeisterschaft – Sprint

2000
- Weltmeisterin – 500-Meter-Zeitfahren, Sprint

2002
- Weltmeisterin – 500-Meter-Zeitfahren, Sprint
- Bahnrad-Weltcup 2002 in Monterrey – 500-Meter-Zeitfahren, Sprint
- Bahnrad-Weltcup 2002 in Moskau – 500-Meter-Zeitfahren, Sprint

2003
- Weltmeisterin – 500-Meter-Zeitfahren
- Weltmeisterschaft – Sprint

2004
- Olympische Spiele – 500-Meter-Zeitfahren
- Bahnrad-Weltcup 2004 in Moskau – 500-Meter-Zeitfahren

2005
- Weltmeisterin – 500-Meter-Zeitfahren
- Bahnrad-Weltcup 2004/05 in Manchester – Keirin
- Bahnrad-Weltcup 2005/06 in Moskau – Sprint, 500-Meter-Zeitfahren

2006
- Weltmeisterin – Sprint, 500-Meter-Zeitfahren

2007
- Weltmeisterschaft – 500-Meter-Zeitfahren